# Чесноково (Петропавловский район)
Чесноково — упразднённый посёлок в Петропавловском районе Алтайского края. Входил в состав Новообинского сельсовета. Упразднён в 2010 году.

## История
Основан в 1826 году. В 1926 году в деревне Чеснокова имелось 189 хозяйств. В национальном составе населения того периода преобладали русские. В административном отношении являлось центром Чесноковского сельсовета Быстро-Истокского района Бийского округа Сибирского края.

## Население
| 1926 | 1997 | 1998 | 1999 | 2000 | 2001 |
| ---- | ---- | ---- | ---- | ---- | ---- |
| 1013 | ↘11  | ↘7   | →7   | ↗9   | ↘7   |
| 2002 | 2004 | 2005 | 2006 | 2007 | 2008 |
| →7   | ↘1   | ↗2   | →2   | →2   | ↘1   |

Национальный состав
Согласно результатам переписи 2002 года, в национальной структуре населения русские составляли 100 %.